# Природоохоронні території Бутану

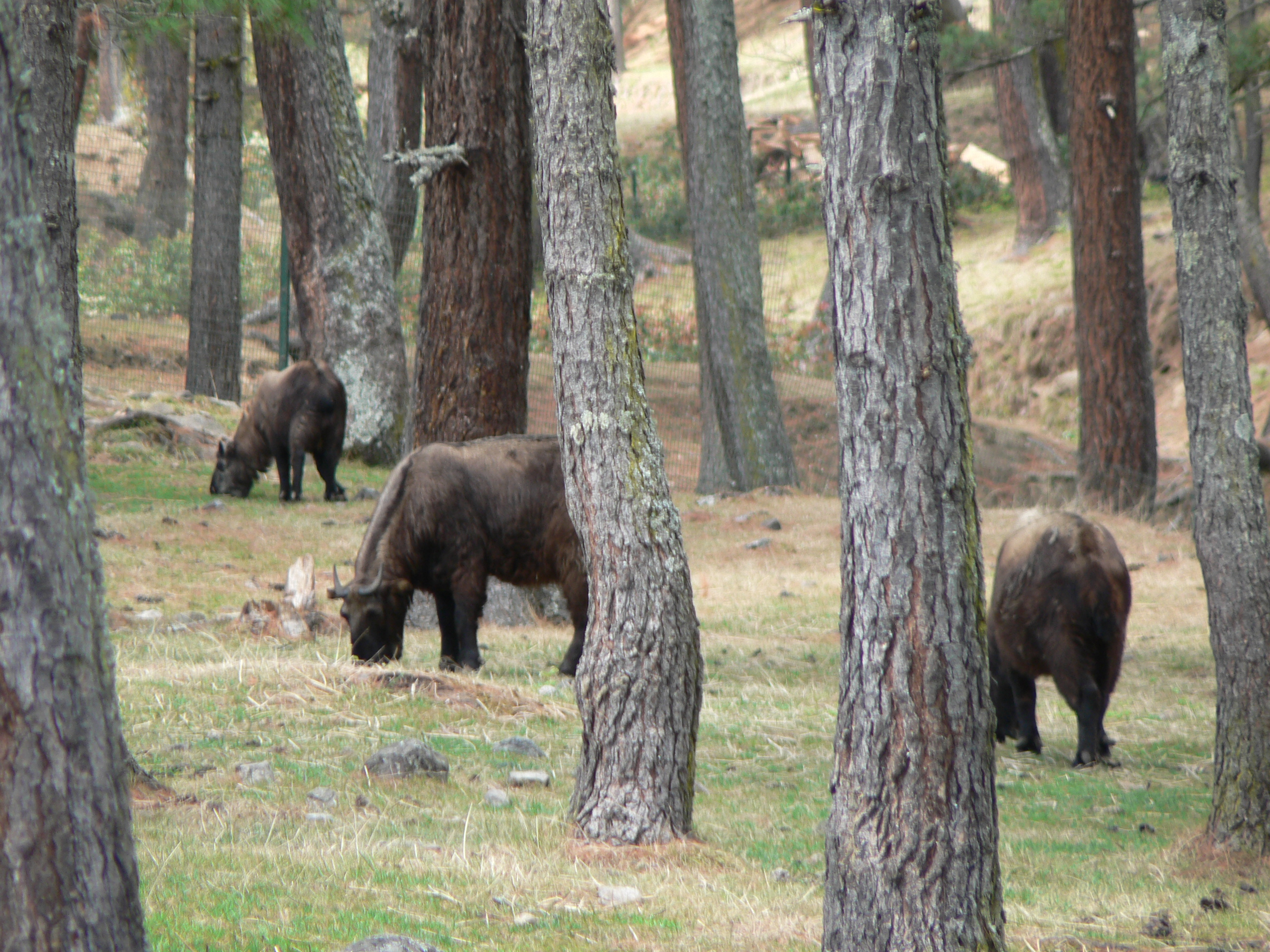
Національна тварина Бутану — такін у заповіднику Мотітханг

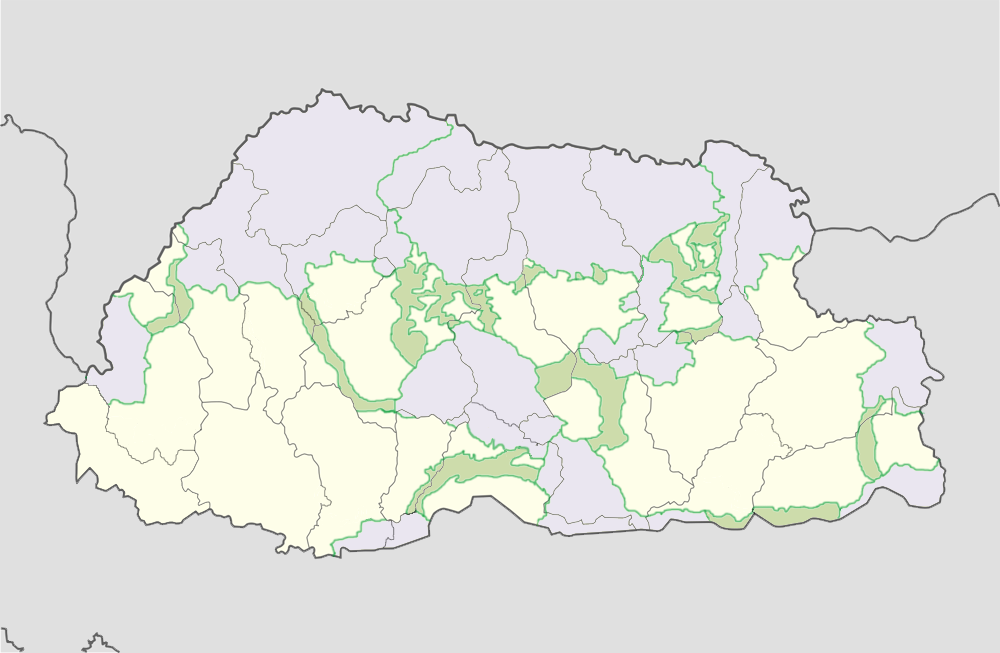
Території, що охороняються, на карті Бутану. Ліловим кольором позначені території, що охороняються; зеленим — коридори між ними.

Природоохоронні території Бутану займають 46 % території королівства, включають національні парки, заповідники, у тому числі лісові та фауністичні, і заказники.
Тривала історична ізоляція Бутану (до 1974 року Бутан був практично закритий для іноземців) дозволила не зруйнувати його багату екзотичну природу і надала унікальну можливість подальшого її збереження. Території, створені для захисту найважливіших екосистем, не використовуються як туристичні атракціони.
Більшість природних територій Бутана, що охороняються, були утворені в 1960 році та розташовувалися в південних і північних районах королівства. Площа національних парків країни складає 18 888 км², що становить 46 % її території. Уздовж кордонів з Індією і Китаєм, як правило розташовані території, що охороняються.
Список природних територій Бутану, що охороняються
- Природний заповідник Бумделінг (англ. Bumdeling Wildlife Sanctuary)[4]
- Національний парк Джігме Дорджі (англ. Jigme Dorji National Park)[5]
- Національний парк Джігме Сінг'є Вангчука (раніше «Національний парк Чорних Гір») (англ. Jigme Singye Wangchuck National Park (Black Mountains National Park))[6]
- Заповідник Кхалінг (англ. Khaling Wildlife Sanctuary)[7]
- Природний заповідник Пхібсу (англ. Phibsoo Wildlife Sanctuary)[8]
- Королівський національний парк Манас (англ. Royal Manas National Park)[9]
- Природний заказник Сактен (англ. Sakteng Wildlife Sanctuary)[10]
- Національний парк Тхрумшінг (англ. Thrumshingla National Park)[11]
- Заповідник Торса (англ. Torsa Strict Nature Reserve)[12]
- Парк століття династії Вангчук (англ. Wangchuck Centennial Park)[13]
- Заказник такінів у Мотитханзі / Мотитханзький заказник такінів (Motithang Takin Preserve[en])